# Oscar Dennard
Oscar Dennard (rond 1928 – Caïro, 1960) was een Amerikaanse jazzpianist.

## Biografie
Oscar Dennard bezocht de Gibbs High School in Saint Petersburg (Florida), woonde later in Memphis (Tennessee) en Des Moines, voordat hij vanaf het midden van de jaren 1950 voor Lionel Hampton werkte. Hij nam ook deel aan een aantal opnamesessies van Hampton, maar kreeg zelden kansen voor solo's, zoals een kwartetsessie (bezoek aan een wolkenkrabber) in 1956 voor Jazztone met Hampton, Oscar Pettiford en Gus Johnson. In januari 1956 nam Dennard het trio op voor het Henson-label met Joe Benjamin (bas) en Osie Johnson (drums). De opnamen bleven echter ongepubliceerd. Dennard werkte in 1958 aan opnamen van A.K. Salim voor Savoy Records en door Jesse Powell (Blow Man Blow bij Jubilee Records, 1959).
Dennard vormde een kwartet met trompettist Idrees Sulieman, bassist Jamil Nasser en drummer Buster Smith. De Dennard/Sulieman-band ging in 1959 op tournee door Europa en Noord-Afrika, met stops o.a. in Parijs, Zürich, St. Gallen en Tunesië. In Parijs speelden ze op 11 maart 1959 met Lester Young, René Urtreger en Jimmy Gourley. De D.B. Blues werd opgenomen door de Franse radio, maar werd niet uitgebracht. In Tanger nam Dennard zijn enige album Legendary Oscar Dennard op onder zijn eigen naam in de studio van het lokale radiostation in juli 1959, dat werd uitgebracht bij het Japanse label Somethin' Else. Ze speelden daarop o.a. jazzstandards, zoals All of You en Stella by Starlight en Charlie Parker-nummers (Confirmation). Toen hij in Egypte aankwam, kreeg Dennard tyfus en stierf in 1960 in Caïro. Slide Hampton omschreef Dennard als een groot pianist, een echt genie waarvan de meeste mensen nog nooit hadden gehoord. Zijn metgezel Idrees Sulieman bracht ook een eerbetoon aan de pianist, wiens vaardigheden niet voldoende zijn vastgelegd in de weinige beschikbare opnamen. Dennard nam tussen 1956 en 1959 deel aan 18 opnamesessies.

## Overlijden
Oscar Dennard overleed in 1960 op ca. 32-jarige leeftijd.
- Bibliothèque nationale de France: cb14170962c (data)
- International Standard Name Identifier: 0000 0001 1283 3577
- Library of Congress Control Number: no2011013230
- MusicBrainz: e8382e9e-0590-4232-8640-b2d893e38d10
- Virtual International Authority File: 164563414
- WorldCat: E39PBJmxWwBF6rKKvHQgHVMdcP